# Scévole de Sainte-Marthe (1571-1650)

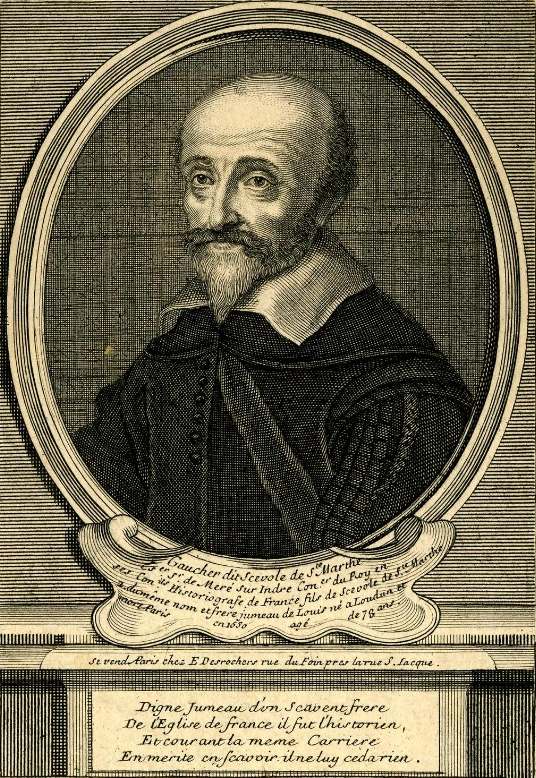

Gaucher de Sainte-Marthe, detto Scévole II de Sainte-Marthe (Loudun, 20 dicembre 1571 – Loudun, 7 settembre 1650), è stato uno storico e umanista francese.

## Biografia
Gaucher III de Sainte-Marthe, detto Scévole II (per distinguerlo dal padre Gaucher II, illustre poeta e politico detto Scévole I, 1536-1623), appartenne alla famiglia Sainte-Marthe, una famiglia di celebri umanisti ed eruditi francesi nei secoli XVI e XVII. Iniziò gli studi umanistici con suo fratello gemello Louis a Poitiers; in seguito i due fratelli studiarono giurisprudenza ad Angers. Il presidente de Thou mise a disposizione dei giovani la sua ricca biblioteca. Scévole e suo fratello Louis si dedicarono alla ricerca storiografica iniziando con l'Histoire généalogique de la Maison de France, che ebbe grande successo. I due continuarono con l'Histoire généalogique de la maison de La Trémoïlle. Cooperarono infine con i benedettini Jean Chenu e Claude Robert alla monumentale Gallia Christiana; l'impresa fu poi portata a termine dai tre figli di Scévole II (Pierre, Abel e Nicole-Charles), mentre un altro membro della famiglia, Denis (1650-1725) ne iniziò una nuova edizione nel 1710.
Secondo Auguste Jal la data di morte di Gaucher III/Scévole II è da posticipare al 17 settembre 1652.

## Opere
- Histoire généalogique de la Maison de France: reueue et augmentee en cette troisiesme edition. Auec les illustres familles sorties des Reynes & Princesses du Sang. Par Sceuole & Louis de Saincte-Marthe, 2 voll. A Paris: chez Sebastien Cramoisy, imprimeur ordinaire du Roy, & de la reyne regente: et Gabriel Cramoisy, rue S. Iacques, aux Cicognes, 1647
- Histoire généalogique de la maison de La Trémoïlle. Justifiées par chartes d'églises, arrêts du parlement, titres du trésor des chartes. Paris, Simeon Piget, 1668.
- Traitté historique des armes de France et de Navarre et de leur origine. Par m. de Sainte Marthe, À Paris: chez Lambert Roulland, imprimeur ord. de la Reyne proche Saint Hilaire, aux armes de la Reyne, 1673